# Fantic Motor Caballero
Caballero è un famoso modello di motociclo da regolarità prodotto dalla Fantic Motor.

## Piccola cilindrata
Il lancio del primo 'Caballero' avvenne al Salone del ciclo e motociclo di Milano nel 1969 ed ottenne, sin dalla presentazione, un notevole e forse imprevisto successo di pubblico. La sua impostazione, per quanto si trattasse di un ciclomotore da 50 cm³ destinato all'utenza quattordicenne e sprovvista di patente di guida dell'epoca, era da moto più "grande" con la classica impostazione delle moto da fuoristrada (all'epoca chiamate da "regolarità", oggi da enduro) con telaio alto da terra, parafanghi alti sulla ruota e dotato di un classico motore a due tempi prodotto dalla Motori Minarelli.
Il secondo modello seguì a pochi anni di distanza e non fece altro che rafforzare la fama del marchio, allora con impianti produttivi situati a Barzago. La seconda serie venne prodotta in due tipi diversi, con cambio a 4 o 6 marce, che si riconoscevano anche dalla colorazione specifica diversa tra di loro, il rosso per il 4 marce ed il blu per la versione a 6. Dotato, a norma di Codice della strada, di carburatore Dell'Orto da 14 mm, divenne subito abitudine degli utenti il cambio dello stesso con quello maggiorato da 19 mm per un miglioramento significativo delle prestazioni. La stessa modifica del resto era fornita di serie dalla casa per i modelli destinati all'esportazione.
Le versioni di maggior successo videro la luce nel 1973 con la presentazione della terza serie, sempre offerta con Motori Minarelli da 4 o 6 marce e caratterizzata anche dalla presenza di un'alta marmitta a sogliola sul lato destro, appariscente grazie alla presenza di una protezione antiscottature cromata; mentre i parafanghi anteriore e posteriore erano in acciaio inox.
Gli ultimi modelli di Caballero derivati dalla versione originale di 12 anni prima vennero prodotti sino al 1981. Nel frattempo l'azienda lecchese aveva trasferito la maggior parte delle energie verso il settore del trial ma ciò non toglie che vennero presentati ulteriori modelli con lo stesso nome "Caballero", frutto però di progetti totalmente nuovi con pochi punti di contatto con il passato. Modelli con questa denominazione erano ancora presente sul catalogo al momento della chiusura dell'azienda nel 1995.

## I Caballero targati

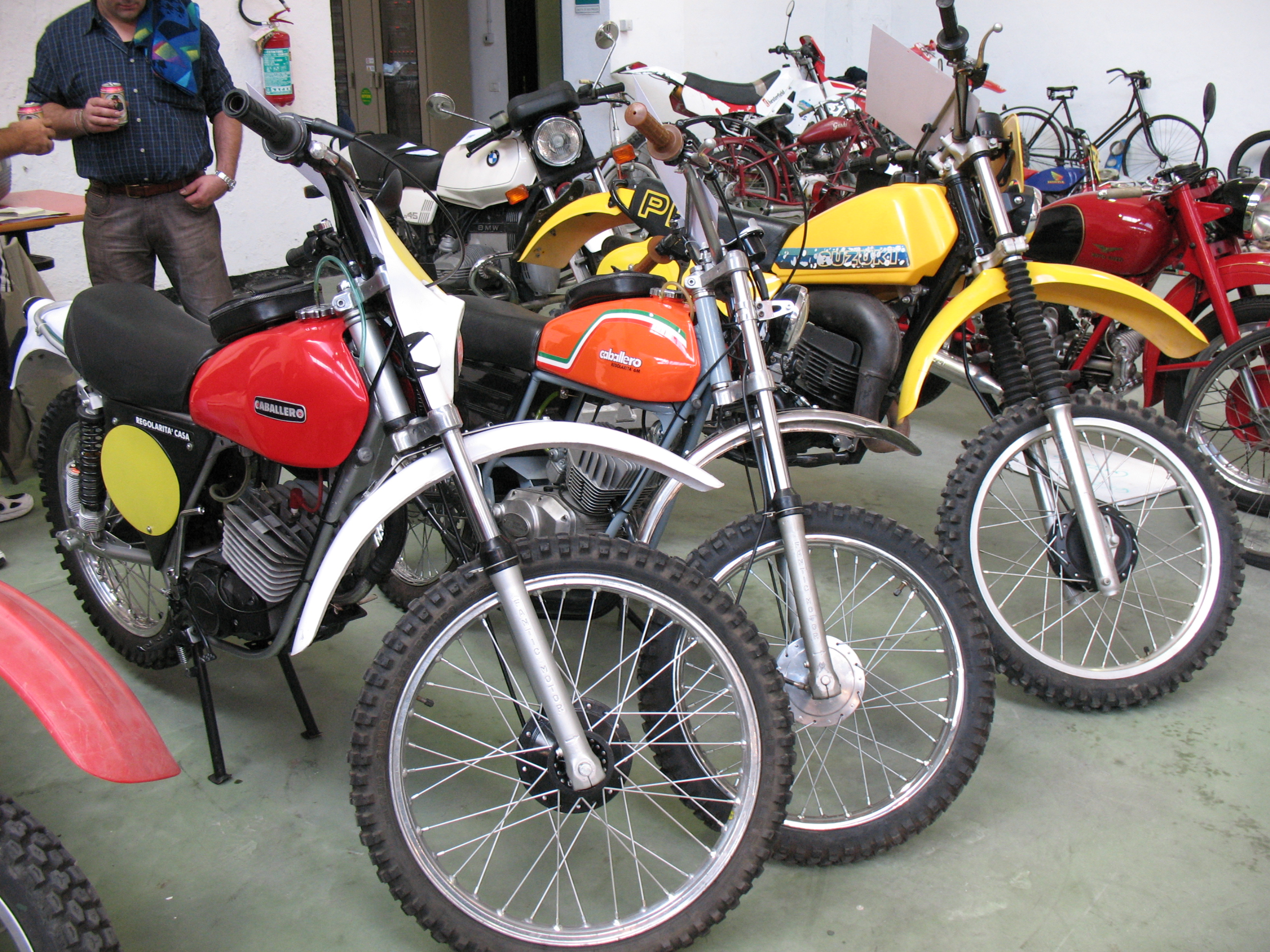
Un Caballero 125 Regolarità Casa e un Caballero 50

Il primo modello che superava le specifiche dei ciclomotori ed era destinato ai sedicenni neopatentati del tempo fu il Caballero 100, equipaggiato da un motore Franco Morini, mentre nel 1973 venne lanciato il modello di cilindrata ancora superiore, il Caballero 125, dotato di propulsore della Minarelli. Queste versioni non riuscirono però a bissare il successo del fratellino minore, anche a causa della concorrenza di altri motocicli di fabbricazione estera come quelli di KTM e Zündapp che a quei tempi andavano per la maggiore. La situazione migliorò in parte con la decisione della casa di partecipare alle competizioni motociclistiche di regolarità del tempo e con la conseguente presentazione del modello Caballero Regolarità Competizione 125, la cui destinazione sportiva era messa in evidenza anche dalla presenza delle classiche targhette portanumero in uso nelle gare.